# أحمد المقدس الغريفي
الحمزة الشرقي أو احمد المقدس الغريفي أو الإمام الحمزة هو مرقد ديني يقع في مدينة الديوانية في العراق على بعد (30) كيلومتر تقريباً من الديوانية له قبة تعلو بناء قبر كبير يقصده الزوار من جميع محافظات العراق بل الدول الإسلامية المجاورة، وهو ضريح أحمد بن هاشم المقدس الغريفي حيث يلقبه المؤمنون بالحمزة الشرقي (من أعلام القرن الحادي عشر)، وإليه ينسب تسمية القضاء الإداري في المحافظة الحمزة الشرقي.

## النسب
هو أحمد بن الحسين  بن الحسن  بن احمد بن عبد الله بن عيسى بن خميس بن احمد بن ناصر الدين الفقيه بن علي كمال الدين بن سليمان فخر الإسلام بن جعفر بن موسى أبو العشائر بن محمد أبو الحمراء بن علي الطاهر بن علي الضخم بن الحسن أبو علي بن محمد العكار بن ابراهيم المجاب بن محمد العابد بن موسى الكاظم.

## مكانته الاجتماعية والدينية
حيث ولد في البحرين في قرية الغريفة ونشأ وترعرع فيها حتى آلت إليه زعامتها وقام مقام أبيه في إمامتها، ولهذا يقول الشيخ حرز الدين في كتابه:

## أولاده
وقد أعقب من الذكور خمسة:
- علي المشعل الذي تولى زعامة البحرين بعد أبيه كان فقيها فاضلاً ذو مكانة سامية بين العلماء.
- علوي
- هاشم
- عبد الكريم

```
ولهم ذرية منتشرة في البحرين والبلدان الإسلامية.
```

- منصور الذي مات مع والده صغيراً، وقبره مجاور لوالده.[6]

## تاريخ وفاته
من الثابت عند المؤرخين وأهل السير أن تاريخ وفاة جده حسين الغريفي هو (1001 هــ)، وإذا علمنا بإن أحمد المقدس قد توفي بعمر السبعين كما نقله حفيده رضا، فإذا أردنا حساب عمره الشريف وتقديره نجد أن الفارق بين كل جيل (25) عام تقريباً فإذا أضفنا الفارق وهو ثلاثة أجيال، يكون تاريخ وفاته (1076 هــ)، ليكون وفاته في نهاية القرن الحادي عشر.

## وصلات خارجية
- موقع أبو الحسن حميد المقدس الغريفي
- سيرة الحمزة الشرقي احمد المقدس الغريفي - محمد باقر المقدس الغريفي